# Bomolocha pilosalis
Bomolocha pilosalis là một loài bướm đêm trong họ Noctuidae.